# Japan Open Tennis Championships 2005 - Qualificazioni singolare maschile
Le qualificazioni del singolare maschile del Japan Open Tennis Championships 2005 sono state un torneo di tennis preliminare per accedere alla fase finale della manifestazione. I vincitori dell'ultimo turno sono entrati di diritto nel tabellone principale. In caso di ritiro di uno o più giocatori aventi diritto a questi sono subentrati i lucky loser, ossia i giocatori che hanno perso nell'ultimo turno ma che avevano una classifica più alta rispetto agli altri partecipanti che avevano comunque perso nel turno finale.
Le qualificazioni del torneo Japan Open Tennis Championships 2005 prevedevano 24 partecipanti di cui 6 sono entrati nel tabellone principale.

## Teste di serie
1. Raemon Sluiter (Qualificato)
2. Assente
3. Jan-Michael Gambill (Qualificato)
4. Serhij Stachovs'kyj (ultimo turno)
5. John-Paul Fruttero (primo turno)
6. Denis Gremelmayr (Qualificato)

1. Viktor Bruthans (ultimo turno)
2. Uros Vico (ultimo turno)
3. Eric Taino (Qualificato)
4. Assente
5. Gō Soeda (primo turno)
6. Oh-Hee Kwon (ultimo turno)

## Qualificati
1. Raemon Sluiter
2. Tasuku Iwami
3. Jan-Michael Gambill

1. Gō Soeda
2. Eric Taino
3. Denis Gremelmayr

## Tabellone

### Legenda
| - Q = Qualificato - WC = Wild card - LL = Lucky loser | - ALT = Alternate - SE = Special Exempt - PR = Protected Ranking | - w/o = Walkover - r = Ritirato - d = Squalificato |

### Sezione 1
|  | Primo turno | Primo turno      | Primo turno      | Primo turno | Primo turno |  |  | Ultimo turno | Ultimo turno   | Ultimo turno   | Ultimo turno | Ultimo turno |  |
|  |             |                  |                  |             |             |  |  |              |                |                |              |              |  |
|  | 1           | Raemon Sluiter   | Raemon Sluiter   | 6           | 6           |  |  |              |                |                |              |              |  |
|  |             | Rogier Wassen    | Rogier Wassen    | 1           | 4           |  |  | 1            | Raemon Sluiter | Raemon Sluiter | 6            | 6            |  |
|  | 12          | Oh-Hee Kwon      | Oh-Hee Kwon      | 6           | 6           |  |  | 12           | Oh-Hee Kwon    | Oh-Hee Kwon    | 2            | 2            |  |
|  |             | Guilherme Ochiai | Guilherme Ochiai | 3           | 2           |  |  |              |                |                |              |              |  |

### Sezione 2
|  | Primo turno    | Primo turno    | Primo turno    | Primo turno | Primo turno |  |  | Ultimo turno  | Ultimo turno  | Ultimo turno  | Ultimo turno | Ultimo turno |  |
|  |                |                |                |             |             |  |  |               |               |               |              |              |  |
|  | Hiroyasu Sato  | Hiroyasu Sato  | Hiroyasu Sato  | 6           | 7           |  |  |               |               |               |              |              |  |
|  | Yūichi Sugita  | Yūichi Sugita  | Yūichi Sugita  | 3           | 6           |  |  | Hiroyasu Sato | Hiroyasu Sato | Hiroyasu Sato | 4            | 2            |  |
|  | Tasuku Iwami   | Tasuku Iwami   | Tasuku Iwami   | 7           | 6           |  |  | Tasuku Iwami  | Tasuku Iwami  | Tasuku Iwami  | 6            | 6            |  |
|  | Toshiharu Kato | Toshiharu Kato | Toshiharu Kato | 63          | 1           |  |  |               |               |               |              |              |  |

### Sezione 3
|  | Primo turno | Primo turno         | Primo turno         | Primo turno | Primo turno |  |  | Ultimo turno | Ultimo turno        | Ultimo turno | Ultimo turno | Ultimo turno |  |
|  |             |                     |                     |             |             |  |  |              |                     |              |              |              |  |
|  | 3           | Jan-Michael Gambill | Jan-Michael Gambill | 6           | 6           |  |  |              |                     |              |              |              |  |
|  |             | Atsuo Ogawa         | Atsuo Ogawa         | 1           | 3           |  |  | 3            | Jan-Michael Gambill | 7            | 65           | 6            |  |
|  | 7           | Viktor Bruthans     | 4                   | 6           | 6           |  |  | 7            | Viktor Bruthans     | 68           | 7            | 3            |  |
|  |             | Yaoki Ishii         | 6                   | 1           | 3           |  |  |              |                     |              |              |              |  |

### Sezione 4
|  | Primo turno | Primo turno         | Primo turno         | Primo turno | Primo turno |  |  | Ultimo turno | Ultimo turno        | Ultimo turno        | Ultimo turno | Ultimo turno |  |
|  |             |                     |                     |             |             |  |  |              |                     |                     |              |              |  |
|  | 4           | Serhij Stachovs'kyj | Serhij Stachovs'kyj | 6           | 6           |  |  |              |                     |                     |              |              |  |
|  |             | Toshiaki Sakai      | Toshiaki Sakai      | 1           | 4           |  |  | 4            | Serhij Stachovs'kyj | Serhij Stachovs'kyj | 65           | 3            |  |
|  |             | Gō Soeda            | Gō Soeda            | 7           | 6           |  |  |              | Gō Soeda            | Gō Soeda            | 7            | 6            |  |
|  | 11          | Satoshi Iwabuchi    | Satoshi Iwabuchi    | 63          | 4           |  |  |              |                     |                     |              |              |  |

### Sezione 5
|  | Primo turno | Primo turno        | Primo turno | Primo turno | Primo turno |  |  | Ultimo turno | Ultimo turno     | Ultimo turno | Ultimo turno | Ultimo turno |  |
|  |             |                    |             |             |             |  |  |              |                  |              |              |              |  |
|  |             | Toshihide Matsui   | 5           | 7           | 6           |  |  |              |                  |              |              |              |  |
|  | 5           | John-Paul Fruttero | 7           | 6           | 4           |  |  |              | Toshihide Matsui | 2            | 6            | 3            |  |
|  | 9           | Eric Taino         | Eric Taino  | 7           | 6           |  |  | 9            | Eric Taino       | 6            | 3            | 6            |  |
|  |             | Lovro Zovko        | Lovro Zovko | 611         | 4           |  |  |              |                  |              |              |              |  |

### Sezione 6
|  | Primo turno | Primo turno      | Primo turno      | Primo turno | Primo turno |  |  | Ultimo turno | Ultimo turno     | Ultimo turno     | Ultimo turno | Ultimo turno |  |
|  |             |                  |                  |             |             |  |  |              |                  |                  |              |              |  |
|  | 6           | Denis Gremelmayr | Denis Gremelmayr | 6           | 6           |  |  |              |                  |                  |              |              |  |
|  |             | Tetsuya Chaen    | Tetsuya Chaen    | 3           | 3           |  |  | 6            | Denis Gremelmayr | Denis Gremelmayr | 7            | 7            |  |
|  | 8           | Uros Vico        | Uros Vico        | 6           | 6           |  |  | 8            | Uros Vico        | Uros Vico        | 65           | 5            |  |
|  |             | Yasuo Miyazaki   | Yasuo Miyazaki   | 4           | 4           |  |  |              |                  |                  |              |              |  |